# Rhytipterna simplex
La plañidera gris (Rhytipterna simplex), también denominada plañidera amazónica (en Venezuela), plañidero grisáceo (en Colombia, Perú y Ecuador) o copetón plañidero grisáceo (en Ecuador), es una especie de ave paseriforme de la familia Tyrannidae, una de las tres pertenecientes al género Rhytipterna. Es nativa de América del Sur, en la cuenca del Amazonas, el escudo guayanés y el litoral oriental de Brasil.

## Distribución y hábitat
Se distribuye ampliamente desde el sur y este de Colombia, hacia el este por el sur y este de Venezuela, Guyana, Surinam y  Guayana Francesa, hacia el sur por el este de Ecuador, este de Perú, hasta el noroeste y noreste de Bolivia y la totalidad de la Amazonia brasileña, con una población aislada en una faja costera del este de Brasil.
Esta especie es considerada bastante común en sus hábitats naturales: el estrato medio y el sub-dosel de selvas húmedas por debajo de los 800 m de altitud, pero a veces hasta los 1400 m s. n. m.

## Descripción
Mide unos 20 cm de longitud. Presenta una pequeña cresta en el píleo. Su plumaje es gris, más claro en las partes inferiores, con matices amarillo limón en el vientre y teñido de castaño en las alas y la cola. Su iris es rojizo.

## Sistemática

### Descripción original
La especie R. simplex fue descrita por primera vez por el naturalista alemán Martin Lichtenstein en 1823 bajo el nombre científico Muscicapa simplex; su localidad tipo es: «Bahía, Brasil».

### Etimología
El nombre genérico femenino «Rhytipterna» se compone de las palabras del griego «ῥυτις rhutis, ῥυτιδος rhutidos» que significa ‘arruga’, y «πτερνα pterna» que significa ‘talón’; y el nombre de la especie «simplex», en latín significa ‘simple’, ‘lisa’.

### Taxonomía
La forma descrita R. simplex intermedia J.T. Zimmer, 1936, del río Tapajós, Brasil, se considera un sinónimo de frederici.

### Subespecies
Según las clasificaciones del Congreso Ornitológico Internacional (IOC) y Clements Checklist/eBird se reconocen dos subespecies, con su correspondiente distribución geográfica:
- Rhytipterna simplex frederici (Bangs & T.E. Penard), 1918 – sureste de Colombia (al sur desde Meta y Vaupés), sur y este de Venezuela y las Guayanas, al sur hasta el este de Ecuador, este de Perú, Amazonia brasileña (al sur hasta Mato Grosso y Tocantins y al este hasta Maranhão) y norte de Bolivia (al sur hasta La Paz, Cochabamba y norte de Santa Cruz).
- Rhytipterna simplex simplex (Lichtenstein), 1823 – este de Brasil desde Paraíba al sur hasta el este de Minas Gerais y sureste de São Paulo.